# Tomasz Pękaty
Tomasz Pękaty (Penkaty) (ur. 7 grudnia 1891 w Miasteczku Śląskim, zm. 13 stycznia 1940 w Poznaniu) – powstaniec śląski, członek POW, działacz plebiscytowy i społeczny.

## Życiorys
Po ukończeniu 7-klasowej szkoły podstawowej pracował w kopalni jako palacz-maszynista. Odbył służbę w wojsku pruskim w 1911 roku. Brał udział w I wojnie światowej, za co został odznaczony krzyżem żelaznym. Po zwolnieniu z wojska niemieckiego w grudniu 1918 roku powrócił do pracy na kopalni jako elektryk. 10 lutego 1919 roku wstąpił w szeregi Polskiej Organizacji Wojskowej. Wykonywał prace przygotowawcze do pierwszego powstania śląskiego, między innymi werbował nowych członków do POW, transportował broń oraz prowadził działania wywiadowcze. Podczas powstania brał udział w ataku na koszary kawalerii Grenzschutzu w Tarnowskich Górach oraz w nieudanym ataku na Miasteczko Śląskie. Po powstaniu, za udział w nim został zwolniony z kopalni Hrabina Laura. Kontynuował działalność dla POW, ochraniał ludność cywilną przed bojówkami niemieckimi, zabezpieczał wiece oraz był tajnym wywiadowcą. Podczas drugiego powstania śląskiego brał udział w zajęciu Miasteczka Śląskiego oraz w walkach na terenie powiatu tarnogórskiego. Wraz z rozpoczęciem trzeciego powstania śląskiego został zastępcą dowódcy oraz plutonowym przy pierwszej kompanii drugiego batalionu tarnogórskiego i brał udział w ataku na Tarnowskie Góry. Walczył na terenach powiatów tarnogórskiego, gliwickiego i oleskiego. W nocy z 2/3 maja 1921 otrzymał rozkaz podzielenia kompanii w celu zajęcia Tarnowskich Gór.  Jako dowódca pierwszego plutonu udał się na ulicę Przemysłową, gdzie to pluton otrzymał ogień z dworu Karłuszowiec. Po przejściu na ulicę Bytomską i otwarciu ognia w stronę dworu udało się pokonać Niemców. Następnie wraz z plutonem pod swoim dowództwem przemaszerował na rynek, gdzie to został rozbrojony przez wojska francuskie. Dnia 24 maja 1921 roku w okolicy Dobrodzienia będąc na czele 22 ludzi z dwoma karabinami maszynowymi został zaatakowany przez Niemców. Udało mu się utrzymać pozycję przed znacznie większymi siłami niemieckimi od godziny 9:00 do godziny 16:00, kiedy to nadszedł batalion lubliniecki i z pomocą którego udało się Niemców odeprzeć. 
Po zakończeniu powstania poświęcił się pracy narodowo-społecznej. Był prezesem Związku Powstańców Śląskich grupy "Miasteczko", założycielem i pierwszym prezesem klubu sportowego Odra Miasteczko Śląskie, współzałożycielem Towarzystwa Gimnastycznego "Sokół" w Miasteczku Śląskim oraz  Towarzystwa Śpiewu "Sienkiewicz". Po wybuchu II wojny światowej, w październiku 1939 roku został aresztowany przez Niemców. Wraz z innymi powstańcami został wywieziony w okolice Poznania, gdzie w więzieniu po licznych torturach został rozstrzelany 13 stycznia 1940 roku.

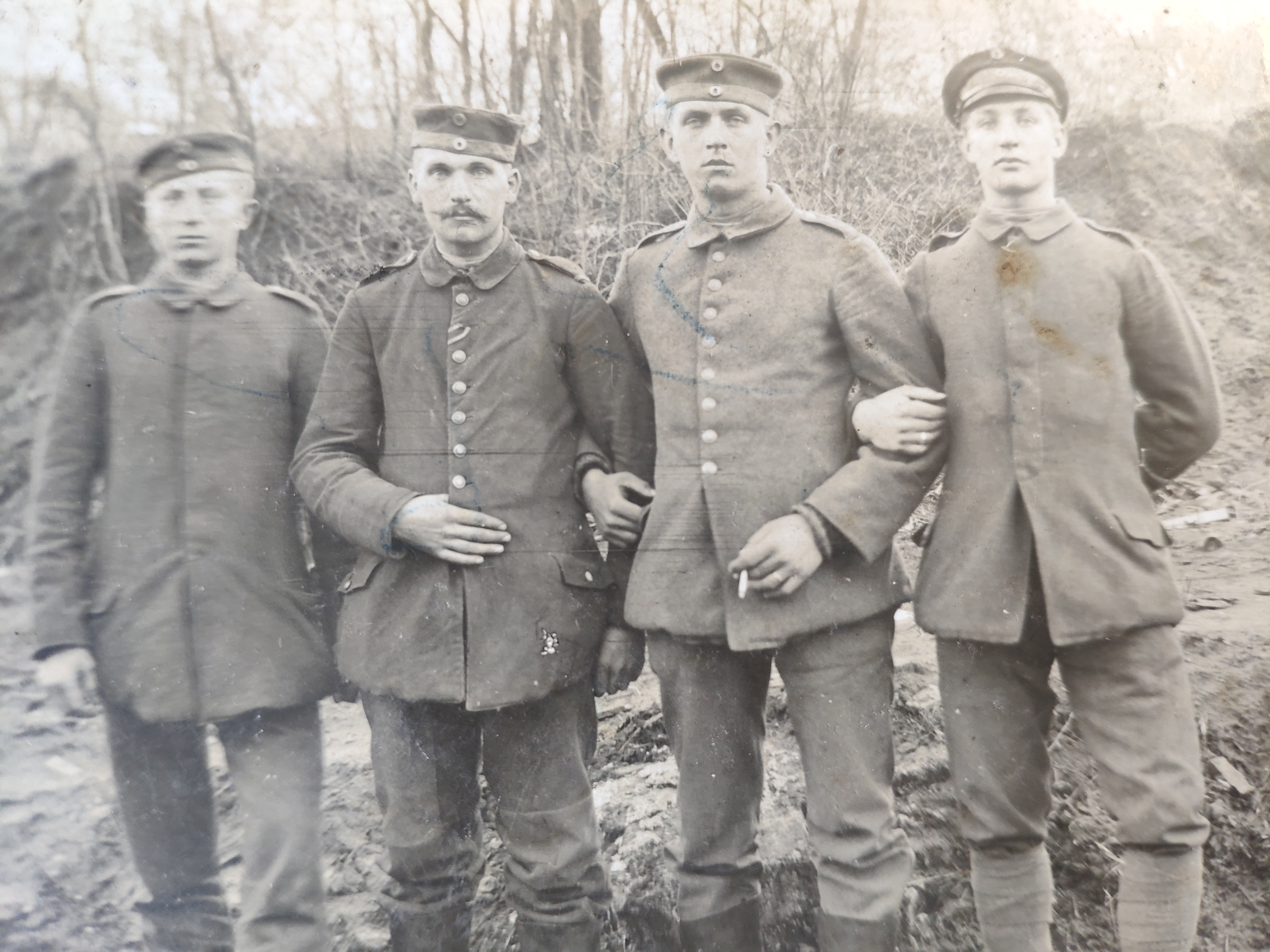
Tomasz Pękaty podczas I wojny światowej (drugi od lewej)

## Odznaczenia
- Medal Niepodległości
- Brązowy Krzyż Zasługi (nadany trzykrotnie)
- Krzyż Żelazny II klasy (za udział w I wojnie światowej)

## Upamiętnienie
Został patronem jednej z ulic w Miasteczku Śląskim.